# Comuna Lungani, Iași
Lungani este o comună în județul Iași, Moldova, România, formată din satele Crucea, Goești, Lungani (reședința) și Zmeu.

## Așezare
Comuna se află în vestul județului, la limita cu județul Neamț. Este străbătută de șoseaua județeană DJ282E, care o leagă spre nord de Bălțați (unde se termină în DN28) și spre sud de Sinești, Mădârjac și Țibana.

## Demografie
Componența etnică a comunei Lungani
     Români (50,71%)
     Romi (43,78%)
     Alte etnii (5,5%)
Componența confesională a comunei Lungani
     Ortodocși (93,14%)
     Alte religii (1,31%)
     Necunoscută (5,55%)
Conform recensământului efectuat în 2021, populația comunei Lungani se ridică la 6.178 de locuitori, în creștere față de recensământul anterior din 2011, când fuseseră înregistrați 5.854 de locuitori. Majoritatea locuitorilor sunt români (50,71%), cu o minoritate de romi (43,78%). Din punct de vedere confesional, majoritatea locuitorilor sunt ortodocși (93,14%), iar pentru 5,55% nu se cunoaște apartenența confesională.

## Politică și administrație
Comuna Lungani este administrată de un primar și un consiliu local compus din 15 consilieri. Primarul, Ioan Corobuță[*], de la Partidul Social Democrat, este în funcție din octombrie 2020. Începând cu alegerile locale din 2024, consiliul local are următoarea componență pe partide politice:
|  | Partid                          | Consilieri | Componența Consiliului | Componența Consiliului | Componența Consiliului | Componența Consiliului | Componența Consiliului | Componența Consiliului | Componența Consiliului | Componența Consiliului | Componența Consiliului | Componența Consiliului | Componența Consiliului | Componența Consiliului | Componența Consiliului |
|  | ------------------------------- | ---------- | ---------------------- | ---------------------- | ---------------------- | ---------------------- | ---------------------- | ---------------------- | ---------------------- | ---------------------- | ---------------------- | ---------------------- | ---------------------- | ---------------------- | ---------------------- |
|  | Partidul Social Democrat        | 13         |                        |                        |                        |                        |                        |                        |                        |                        |                        |                        |                        |                        |                        |
|  | Partidul Național Liberal       | 1          |                        |                        |                        |                        |                        |                        |                        |                        |                        |                        |                        |                        |                        |
|  | Alianța pentru Unirea Românilor | 1          |                        |                        |                        |                        |                        |                        |                        |                        |                        |                        |                        |                        |                        |

## Istorie
La sfârșitul secolului al XIX-lea, comuna purta denumirea de Sârca, făcea parte din plasa Cârligătura a județului Iași și era formată din satele Sârca, Budăile, Lungani, Crucea, Cosițeni, Mădârjești și Goești, având în total 3519 de locuitori. În comună existau 5 biserici, 3 școli, 4 mori de apă și 2 de aburi. Anuarul Socec din 1925 consemnează trecerea câtorva dintre satele comunei la comuna Bălțați, comuna rămânând cu satele Lungani și Goești, cu 2308 locuitori, și primind denumirea de Lungani. În 1931, comuna Bălțați a fost desființată și satele ei au trecut la comuna Lungani.
Comuna Bălțați a fost reînființată după al Doilea Război Mondial, comuna Lungani căpătând apoi alcătuirea actuală. În 1950, ea a fost transferată raionului Târgu Frumos și apoi (după 1956) raionului Pașcani din regiunea Iași. În 1968, comuna a revenit la județul Iași, reînființat.

## Monumente istorice
Două obiective din comuna Lungani sunt incluse în lista monumentelor istorice din județul Iași ca monumente de interes local, ambele aflându-se în satul Goești: biserica „Adormirea Maicii Domnului” (1813) clasificată ca monument de arhitectură; și casa Delavrancea (secolele al XIX-lea–al XX-lea), clasificată ca monument memorial sau funerar.

## Economie
În anul 2011, comuna Lungani era considerată a fi una dintre cele mai sărace din toată Uniunea Europeană.